# Kaple svatého Jana Nepomuckého (Závada)
Kaple svatého Jana Nepomuckého se nachází v obci Závada v okrese Karviná. Kaple náleží pod biskupství ostravsko-opavské, děkanát Karviná, římskokatolickou farnost Petrovice u Karviné. Kaple byla zapsána do seznamu kulturních památek před rokem 1988.

## Historie
Kaple byla postavena v roce 1856 za přispění deseti nejbohatších sedláků v Závadě. Na jejich paměť byla jejich jména zanesena na zeď za oltářem, postupem doby tato jména zanikla. V roce 1996 byla provedena generální oprava kaple při níž byly restaurovány oltář, obrazy, sochy, byla vybavena novými lavicemi, provedena výmalba a zavedena nová elektroinstalace. V roce 2009 byla provedena oprava krovů a plechová střecha nahrazena dřevěným šindelem.
Původně byla kaple zasvěcena Panně Marii, kdy došlo ke změně a proč není známo.

## Architektura
Zděná omítaná stavba postavená na obdélném půdorysu zakončená půlkruhovým závěrem zastřešená sedlovou střechou. Z průčelí nad trojúhelníkovým štítem se tyčí čtyřhranná věžička ukončena zvonovou střechou s lucernou , která je zakončenou zvonovou střechou. V přední stěně byl zasklený výklenek s drobnou dřevěnou plastikou svaté Trojice. Před vchodem byl postaven plechový prosklený přístřešek. Stěny fasád jsou členěny pilastry, v bočních stěnách prolomena okna (po jednom) s půlkruhovým záklenkem, ve věži je okno se stlačeným obloukem. Kaple je zaklenuta plackou na dvou pasech.

## Zvon
Do věže byl pořízen z darů věřících obce Závada zvon, který byl v období druhé světové války rekvírován. Po ukončení války byla provedena sbírka na nový zvon, který byl zakoupen v roce 1949.